# 幻燈師シリーズ
『幻燈師シリーズ』（げんとうしシリーズ）は、カザマアヤミによる日本の漫画。『月刊少年ブラッド』（ソフトバンククリエイティブ）およびウェブコミック配信サイト『FlexComixブラッド』にて連載された。全4弾。これらに描き下ろしエピソードを加えた単行本がフレックスコミックスより『幻燈師シリーズ ボクの創る世界』の題で刊行された。

## あらすじ
幻灯機、幻燈の世界、学校、淡い恋などをテーマにし、4組のカップルが登場する描き下ろし作品。人の想いを幻燈機で映像化する能力を養成する学校における、ある夏の物語。
- 第1弾：キミに魅せる空
能力があっても進級試験にまじめに取り組めない“仲原律己”が、想いが芽生えていく「キミ（“初見柚流”）」に勉強の成果を幻灯機を通して映し出して「魅せる空」がテーマである。
- 第2弾：ラストプラトニックブルー
- 第3弾：ちびっこクロスゲーム
- 第4弾：ボクの創る世界
幻燈を嫌う“今井祥吾”と、その“祥吾”と一緒にいたくて普通科に通っている“千穂”による淡い恋と彼らの世界観を描いている。
- サマーバケーション
単行本発行のために描き下ろした特別編の漫画。4組のカップル達が海に行って展開するお話。

## 登場人物
仲原 律己（なかはら りつき）
幻燈科の教員を父に持つ少年。幻燈師としての力を持っているのだが、本人のやる気は全くない。
初見 柚流（はつみ ゆずる）
妄想癖がある天然少女。幻燈する際に、メルヘンのイメージが入り込んでよく失敗してしまう。
秋津 乙（あきつ きのと）
幻燈科に在籍しているが、幻燈することよりも、幻燈機を整備する方が好きな少年。
川波 奏風（かわなみ そよか）
天才的な幻燈能力を持っていた少女。少々強引な性格であるが、みんなのお姉さん的な存在になっている。

## 初出
- 『月刊少年ブラッド』2006年5月号（キミに魅せる空）、10月号（ラストプラトニックブルー）
- 『FlexComixブラッド』2007年8月掲載（ちびっこクロスゲーム）、9月掲載（ボクの創る世界）

## 単行本
フレックスコミックス（ソフトバンククリエイティブ）より全1巻。
- 2007年（平成19年）11月12日発売 ISBN 978-4797345476

### 海外版
- 同コミックの英語版は“The World I Create”（CMX USA，2009.4，ISBN 978-1-4012-2449-3）のタイトルで発行された。
Contents；The Sky Enchnts You，Last Platonic Blue，Little Girl's Game，The World I Create．
“OTAKU USA”（NEXSON，FEBRUARY 2010）でコミックの紹介とその内容が8ページにわたって掲載されている。
- 英語版以外にも台湾（中国）語版では“我創造的世界”のタイトルで、韓国語版では“내가만든세계”として、さらにタイ語版としても翻訳され、発行された。